# Шомошкеш (Арад)
Шомошкеш (рум. Șomoșcheș) насеље је у Румунији у округу Арад у општини Чермеј. Oпштина се налази на надморској висини од 107 m.

## Становништво
Према подацима из 2002. године у насељу је живело 931 становника.

### Попис2002.
| Расподела становништва по националности 2002.‍ | Расподела становништва по националности 2002.‍ | Расподела становништва по националности 2002.‍ | Расподела становништва по националности 2002.‍ | Расподела становништва по националности 2002.‍ |
| --------------------------------------------- | --------------------------------------------- | --------------------------------------------- | --------------------------------------------- | --------------------------------------------- |
|                                               |                                               |                                               |                                               |                                               |
| Румуни                                        | Румуни                                        |                                               | 836                                           | 89,9%                                         |
| Роми                                          | Роми                                          |                                               | 94                                            | 10,1%                                         |